# 송기윤
송기윤(宋基允, 1952년 7월 14일~)은 대한민국의 전직 배우이자 방송인으로 활약했던, 전직 정치인이다. 1973년 연극배우로 첫 무대를 밟았으며, 1975년 MBC 문화방송 공채 탤런트로 연예계에 본격 입문하였고, 2016년 11월 하순경에 43년간의 배우 활동을 모두 은퇴했다.
2021년 1월에 국민의힘에 입당했으나, 이듬해 2022년 6월 1일에 제8회 지선에서 낙선한 직후, 2022년 6월 22일에 국민의힘을 1년 5개월만에 탈당해 정치계를 모두 은퇴했다.

## 연기 활동

### 텔레비전 드라마
- 1978년 《막내 며느리》
- 1979년 《하얀 민들레》
- 1979년 《최후의 증인》
- 1979년 《당신은 누구시길래》
- 1979년 《산이 되고 강이 되고》
- 1980년 《의친왕》
- 1980년 《채봉전》
- 1981년 《제1공화국》
- 1981년 《민족풍속도》
- 1983년 《당신의 초상》
- 1983년 《3840 유격대》
- 1985년 《남자의 계절》
- 1986년 《전원일기》
- 1986년 《겨울꽃》
- 1987년 《수사반장》
- 1988년 《세 여인》
- 1988년 《TV 손자병법》
- 1988년 《사랑이 꽃피는 나무》
- 1989년 《나비야 청산가자》
- 1989년 《울밑에 선 봉선화》
- 1989년 《똠방각하》
- 1990년 《대원군》
- 1990년 《또 하나의 행복》
- 1990년~1991년 《여명의 눈동자》
- 1991년 《궁합이 맞습니다》
- 1989년~1993년 《우리들의 천국》
- 1991년 《어디로 가나》
- 1992년 《제3공화국》 ... 제3대 중앙정보부 부장 김재춘 역
- 1992년 《댁의 남편은 어떠십니까》
- 1993년 《마지막 승부》 ... 명성대학교 농구부 감독 역
- 1993년~1994년 《이 여자가 사는 법》
- 1993년~1994년 《딸부잣집》
- 1994년~1995년 《바람은 불어도》
- 1994년 《사랑과 결혼》
- 1993년~1994년 《사랑한다면서》
- 1994년~1995년 《두 아빠》
- 1994년 《코리아게이트》 ... 제3대 중앙정보부 부장 김재춘 역
- 1995년~1996년 《간이역》
- 1995년 《아내가 있는 풍경》
- 1996년 《이웃집 여자》
- 1998년 《사람의 집》
- 1998년 《미니 연작 - 봄》
- 1998년 《안녕 내 사랑》
- 1999년 《당신 때문에》
- 2000년 《그래도 사랑해》
- 2000년~2001년 《홍국영》
- 2000년~2001년 《이 부부가 사는 법》
- 2001년~2002년 《인생화보》
- 2002년 《기쁜 소식》
- 2001년~2002년 《흐르는 강물처럼》
- 2002년~2003년 《백만송이 장미》
- 2003년~2004년 《금쪽같은 내 새끼》
- 2003년~2004년 《그대는 별》
- 2003년~2004년 《영웅시대》
- 2004년~2005년 《고향역》
- 2005년~2006년 《순옥이》
- 2006년 《사랑해도 괜찮아》
- 2006년~2007년 《그 여자가 무서워》
- 2009년 《김과장 & 이대리》
- 2010년~2011년 《오작교 형제들》 ... 경찰서장 역 (특별출연)
- 2012년~2014년 《산 너머 남촌에는 2》
- 2016년 《여자의 비밀》

### 영화
- 1988년 《위험한 향기》
- 1989년 《앗싸! 호랑나비》
- 1990년 《동경 아리랑》
- 2003년 《어린 신부》

### 연극
- 《작가 계용묵의 명운》 ... 계항교[2] 역 (조연)
- 《대한제국 조선 융희양제 이왕 순종》 ... 흥선대원군 이하응 역 (단역)

### 뮤지컬
- 《아가씨와 건달들》 ... 베니 사우드스트릿 역 (남자 조연)

## 연기 외 활동

### 텔레비전 프로그램
- 1990년~1997년 KBS 《가족오락관》 - 다수 출연
- 1995년 KBS1 《체험 삶의 현장》
- 1995년 KBS2 《도전 지구 탐험대》
- 2009년 SBS 《스타 주니어 쇼 붕어빵》
- 2017년 E채널 《내 딸의 남자들 4》

### 라디오 프로그램
- 2014년 EBS FM 《EBS 책 읽는 라디오 낭독 시리즈》

### CF
- 동아제약 비오자임 (1984년)
- 안진제약 복합CPX (1985년)
- LG생활건강 향 하이타이 (1986년)
- 남양유업 점프 (1986년)
- 종근당 펜잘 (1986년 ~ 1987년)
- 동성제약 훼미닌 (1987년) - 김청와 함께 출연.
- 한국센트랄제약 헤모진 (1987년) - 오미연와 함께 출연.
- 롯데제과 빠다코코낫 (1988년)
- 일성신약 캐시딘 (1988년) - 오지명와 함께 출연.
- 옥시레킷벤키저 파워크린 (1989년)
- 동아제약 미니막스*에프 (1989년) - 전양자와 함께 출연.
- 동아제약 (위청수, 솔청수) (1990년 / 1992년)
- 삼양식품 이백냥 (1989년)
- 동국제약 마데카솔 (1989년) - 안명숙과 함께 출연.
- LG생활건강 알뜨랑 (1990년)
- 새한제약 스토파 (1991년) - 아내 이정화와 함께 출연.
- 삼아제약 식보 (1991년)
- 동원F&B 양반김 (1991년) - 이영범과 함께 출연. 동원참치 하희라와 함께 출연
- 한독 미야리산 아이지 (1992년 ~ 1993년) - 송기윤 가족과 함께 출연.
- 태백농협 늘푸른디 (1995년)
- 바이엘 코리아 복합 탈시드 (1995년)
- 중소기업중앙회 노란 우산 공제 (김창숙과 함께 출연) (2008년~2009년)

## 수상
- 1986년 MBC 우수연기상
- 1999년 MBC 연기대상 우수연기상
- 2000년 자랑스러운 탤런트상
- 2000년 MBC 연기대상 공로상
- 2008년 대통령 표창

## 역대 선거 결과
| 실시년도 | 선거      | 대수 | 직책 | 선거구      | 정당     | 득표수  | 득표율          | 순위 | 당락 | 비고     |
| -------- | --------- | ---- | ---- | ----------- | -------- | ------- | --------------- | ---- | ---- | -------- |
| 2022년   | 지방 선거 | 6대  | 군수 | 충북 증평군 | 국민의힘 | 6,919표 | \| \| 41.38% \| | 2위  | 낙선 | 민선 8기 |
|          | 41.38%    |      |      |             |          |         |                 |      |      |          |